# Wilmar Cabrera
Wilmar Rubens Cabrera Sappa (Los Cerrillos, Canelones, 31 de julio de 1959) es un exfutbolista y entrenador uruguayo. Jugaba como delantero y fue internacional con la selección uruguaya. 

## Trayectoria

### Como jugador
El «Toro» Wilmar Cabrera inició su carrera en el Club Nacional de Football de Montevideo, donde formó parte del histórico equipo conocido como el Rey de Copas que ganó la Liga uruguaya, la Copa Libertadores y la Copa Intercontinental en 1980. En 1981, fue subcampeón de la Copa Interamericana, a pesar de los dos goles que marcó en el partido de vuelta de la final ante el Club Universidad Nacional de México. En 1983, sumó un nuevo título de Liga, con el que cerró su primera etapa en el Nacional.
En 1984, tras pasar una temporada en el C. D. Los Millonarios de Colombia, dio el salto al fútbol europeo al fichar por el Valencia C. F. a cambio de 60 millones de pesetas. Allí estuvo dos temporadas en las que fue el máximo goleador del equipo, con once tantos. Pero su rendimiento individual no evitó que el club valenciano, que vivía una de las peores crisis de su historia, acabase descendiendo por primera vez a Segunda División en la temporada 1985-86. Descartado por el técnico, Alfredo Di Stéfano, tras el Mundial de 1986 se marchó a Francia para jugar en el O. G. C. Niza. Posteriormente, regresó a España para defender los colores del Real Sporting de Gijón, donde jugó veintidós partidos en los que logró anotar dos goles.
Finalizado su periplo por el Viejo Continente, en el verano de 1988 regresó a América. Jugó una temporada en la Primera División de Argentina con el C. D. Mandiyú y luego un año en la Liga mexicana con el Club Necaxa, antes de volver a su país, para jugar de nuevo en el Nacional. Con la blanca ganó la Liga en 1992 y fue subcampeón de la Supercopa Sudamericana en 1990. En 1993, pasó del Nacional al C. S. D. Huracán Buceo donde, a pesar de su veteranía —34 años— logró ser el máximo goleador de Primera División. En el ocaso de su carrera jugó en el Rampla Juniors F. C., el C. A. River Plate de Montevideo y, finalmente, volvió a su ciudad natal para jugar en el C. A. Juventud, donde se retiró en 1996.
Incursionó luego en el fútbol playa, llegando a representar a Uruguay internacionalmente.

### Como entrenador
Tras abandonar el fútbol profesional, inició su carrera como técnico en las divisiones juveniles del C. A. River Plate de Montevideo, asumiendo en 1996 la dirección del primer equipo. De 1997 a 1998 fue entrenador del Club Nacional de Football en la Liga Universitaria. En 2000 volvió a sentarse en un banquillo profesional para dirigir al C. C. D. El Tanque Sisley. En 2001 regresó al Nacional, donde fue técnico de las categorías inferiores hasta 2004.
En 2005, inició una nueva etapa en Ecuador, primero como asistente técnico de Ever Almeida en el C. D. El Nacional y, en 2006, como máximo responsable del Deportivo Quito. Al año siguiente fue el técnico de la L. D. U. Loja.
En 2007, regresó a Uruguay para dirigir al C. A. Atenas durante dos campañas en Segunda División. En el verano de 2008 firmó por el Cerro Largo F. C., equipo debutante en Primera División, y al que dirigió durante el torneo de Apertura. En 2010, volvió al Atenas de San Carlos.

## Selección nacional
Fue internacional en veintiséis ocasiones con la selección uruguaya, en las que anotó seis goles. Debutó con la camiseta celeste el 2 de junio de 1983 ante Paraguay. Se proclamó campeón de la Copa América 1983, marcando dos goles en el torneo. También fue integrante del combinado charrúa que participó en el Mundial de 1986, donde jugó sus dos últimos partidos como internacional.

### Participaciones en Copas del Mundo
| Mundial                        | Sede   | Resultado        | Partidos | Goles |
| ------------------------------ | ------ | ---------------- | -------- | ----- |
| Copa Mundial de Fútbol de 1986 | México | Octavos de final | 2        | 0     |

### Participaciones en Copa América
| Torneo            | Sede          | Resultado | Partidos | Goles |
| ----------------- | ------------- | --------- | -------- | ----- |
| Copa América 1983 | Sin sede fija | Campeón   | 8        | 2     |

## Clubes

### Como jugador
| Club              | País      | Año       |
| ----------------- | --------- | --------- |
| Nacional          | Uruguay   | 1977-1983 |
| Los Millonarios   | Colombia  | 1983-1984 |
| Valencia          | España    | 1984-1986 |
| OGC Niza          | Francia   | 1986-1987 |
| Sporting de Gijón | España    | 1987-1988 |
| Mandiyú           | Argentina | 1988-1989 |
| Necaxa            | México    | 1989-1990 |
| Nacional          | Uruguay   | 1990-1992 |
| Huracán Buceo     | Uruguay   | 1993-1994 |
| Rampla Juniors    | Uruguay   | 1995      |
| River Plate       | Uruguay   | 1995-1996 |
| Juventud          | Uruguay   | 1996      |

### Como entrenador
| Club             | País    | Año       |
| ---------------- | ------- | --------- |
| River Plate      | Uruguay | 1996      |
| El Tanque Sisley | Uruguay | 2000      |
| Deportivo Quito  | Ecuador | 2006      |
| Liga de Loja     | Ecuador | 2007      |
| Atenas           | Uruguay | 2007-2008 |
| Cerro Largo      | Uruguay | 2008-2010 |
| Atenas           | Uruguay | 2010-2011 |

## Palmarés

### Campeonatos nacionales
| Título              | Club     | País    | Año  |
| ------------------- | -------- | ------- | ---- |
| Campeonato Uruguayo | Nacional | Uruguay | 1980 |
| Campeonato Uruguayo | Nacional | Uruguay | 1983 |
| Campeonato Uruguayo | Nacional | Uruguay | 1992 |

### Copas internacionales
| Título                | Club     | País          | Año  |
| --------------------- | -------- | ------------- | ---- |
| Copa Libertadores     | Nacional | Montevideo    | 1980 |
| Copa Intercontinental | Nacional | Japón         | 1980 |
| Copa América          | Uruguay  | Sin sede fija | 1983 |

### Distinciones individuales
| Distinción                                         | Año  |
| -------------------------------------------------- | ---- |
| Máximo goleador del Campeonato Uruguayo (12 goles) | 1993 |